# Skolmedicin
Skolmedicin är termen för den vetenskapligt grundade medicinen som lärs ut vid universitet och högskolor. Se vidare  medicinsk vetenskap. Termen används ofta som motsats till icke vetenskaplig alternativ- eller komplementärmedicin, liksom till folkmedicin. Bland utövare av alternativmedicin används ibland andra termer för skolmedicin som "allopatisk medicin", "konventionell medicin" eller "modern", alternativt "västerländsk medicin". 

## Källa/referens
Nationalencyklopedin. Höganäs: Bokförlaget Bra Böcker AB. 2000. sid. uppslag Skolmedicin. ISBN 91-7133-486-6